# 多治見市美濃焼ミュージアム
多治見市美濃焼ミュージアム（たじみしみのやきミュージアム）は、岐阜県多治見市にある美濃焼に関する博物館である。多治見市より受託した財団法人多治見市文化振興事業団が管理運営を行っている。
美濃焼関連のすべての物を集積し、平安から鎌倉時代に作られた陶器、桃山陶や磁器、現代陶までの資料約5万点を収蔵する地域最大規模の資料館。常設展と年6回特別展を開催し収蔵品を公開しているほか、桃山時代の陶片に自由に触れ鑑賞できる体験コーナーも設置してある。また、施設内の立礼茶室にて重要無形文化財保持者（人間国宝）加藤卓男などの陶芸家の茶碗で抹茶を飲むこともできる。
近隣には、国内外の現代陶芸を収蔵する岐阜県現代陶芸美術館（セラミックパークMINO内）がある。

## 沿革
- 1950年（昭和25年）6月 - 多治見商工会議所の土蔵を改築し、多治見市本町5丁目に当時岐阜県下唯一の陶器陳列館として多治見市古陶器陳列館が開館。
- 1962年（昭和37年） - 多治見市民センター内に古陶器陳列室を設置し常時公開を開始。
- 1971年（昭和46年） - 多治見市陶元町にあった県陶磁器試験場を改築し、財団法人岐阜県陶磁器陳列館として移転。
- 1988年（昭和63年）4月 - 現在地に移転。名称を財団法人岐阜県陶磁資料館に変更。
- 2012年（平成24年）4月 - 岐阜県から多治見市に無償譲渡され多治見市美濃焼ミュージアムとして開館。

## 施設
所蔵品点数は約5万点（完品、陶片含む）
- 磁器展示室
- 現代陶展示室
- 企画展示室 - 年5回の企画展､特別展
- 美濃焼の流れ展示室
- 桃山陶展示室
- 立礼茶室
- ミュージアムショップ

## 概要
- 開館時間：9:00 - 17:00（入館は16:30まで）
- 休館日：毎週月曜日（休日の場合はその翌日）、年末年始（12月28日 - 1月3日）
- 入館料：一般300円、 大学生200円、高校生以下無料、年間パスポート1,000円

（団体20名以上は一般250円、大学生150円）
- 貸出/他：車椅子（2台）、ベビーカー（1台）、身障者用トイレ
- 駐車場：大型車4台、普通車50台完備（無料）

## アクセス
- JR多治見駅（多治見駅前バスターミナル）から
  - ききょうバスオリベ観光ルートに乗車し「美濃焼ミュージアム前」下車、約21分、200円。(土・日・祝日のみ運行)
  - タクシーで約10分、1500円程度

- ICより
  - 中央自動車道多治見ICより約15分
  - 東海環状自動車道土岐南多治見ICより約10分